# Bopfingen
Bopfingen város Németországban, Baden-Württemberg tartományban.

## Népesség
| Lakosok száma | 11 164 | 11 895 | 11 919 | 11 286 | 11 332 | 12 366 | 12 523 | 12 356 | 11 795 | 11 696 |
|               | 1961   | 1968   | 1974   | 1981   | 1987   | 1994   | 2000   | 2007   | 2013   | 2023   |

## Közlekedés
A település megközelíthető az Aalen–Donauwörth-vasútvonalon.